# أحب عدوك
أحب عدوك (بالكورية: 사랑은 외나무다리에서) هو مسلسل تلفزيوني كوري جنوبي، من بطولة جو جي هون، جونج يو مي. يصور المسلسل قصة حب عاطفية بين رجل وامرأة يواجهان انفصالًا مؤلمًا بسبب الخلافات العائلية والمنعطفات المصيرية. عرض على قناة تي في إن في 23 نوفمبر الى 29 ديسمبر 2024، بث كل يومي السبت والاحد في الساعة 21:20 (KST). وهو متاح أيضًا على ديزني+ وViki في مناطق مختارة.

## ملخص
ولدا في نفس اليوم وبنفس الاسم، وكان سيوك جي وون ويون جي وون أعداء لأجيال، ويجتمعان مرة أخرى بعد 18 عامًا.

## الطاقم
- جو جي هون في دور سيوك جي وون[1]

المدير التنفيذي لشركة سيوكبان للإنشاءات والرئيس الجديد لمدرسة دوكموك الثانوية. ترك مسقط رأسه ومدرسته بسبب ظروف عائلية، لكنه عاد إلى مسقط رأسه كرئيس للمؤسسة، والتقى مرة أخرى بيون جي وون التي تعد منافسته اللدودة.
- جونغ يو مي في دور يون جي وون[1]
  - اوه يي-جو في دور الشابة يوون جي-وون[5]

معلمة تربية بدنية في نادي الخبرة الإبداعية بمدرسة دوكموك الثانوية. أُطلق عليها لقب "الكلب المجنون بمدرسة دوكموك الثانوية" عندما كانت طالبة، ويستيقظ هذا اللقب بعد أن تلتقي بسوك جي وون.
- لي سي وو في دور غونغ مون سو[6]

سباح سابق في المدرسة الثانوية ومتدرب تربية بدنية حاليًا في المدرسة الثانوية. يُطلق عليه لقب غريب الأطوار بسبب شخصيته المشرقة والبريئة ويتلقى إدارة مكثفة من يون جي وون.
- كيم يي وون في دور تشا جي هاي[7]

معلمة رياضيات في مدرسة دوكموك الثانوية، وهي أيضًا صديقة طفولة لجي وون وجي وون. نشأت وهي تشاهدهما يتشاجران كل يوم. ومع ذلك، لديها سر لا تستطيع إخباره لاحد.
- كيم جونغ يونغ بدور هان يونغ إيون[8]

والدة سوك جي وون التي تمتلك المال والشهرة، لكنها تعتقد أن الحياة مملة، وتأمل أن يتمكن ابنها من جلب زوجة ابن جيدة.
- لي بيونغ-جون في دور سيوك كيونغ-تاي[9]

والد سوك جي وون الذي يدير شركة إنشاءات بارزة ويستعد لدخول السياسة، لكن استياءه يزداد عندما تصبح أعماله صعبة بسبب عائلة يون.
- كيم كاب سو في دور يون جاي هو[10]

جد يون جي وون والرئيس السابق لمدرسة دوكموك الثانوية.
- كيم هيون موك في دور لي كي ها[11]

سكرتير سوك جي وون.
- جيون هاي-جين في دور ماينج سو-آه[12]

معلمة رياضيات في مدرسة دوكموك الثانوية وأفضل صديقة لـ يون جي وون.

## المشاهدات
| الموسم | الموسم | رقم الحلقة | رقم الحلقة | رقم الحلقة | رقم الحلقة | رقم الحلقة | رقم الحلقة | رقم الحلقة | رقم الحلقة | رقم الحلقة | رقم الحلقة | رقم الحلقة | رقم الحلقة | المتوسط |
| الموسم | الموسم | 1          | 2          | 3          | 4          | 5          | 6          | 7          | 8          | 9          | 10         | 11         | 12         | المتوسط |
| ------ | ------ | ---------- | ---------- | ---------- | ---------- | ---------- | ---------- | ---------- | ---------- | ---------- | ---------- | ---------- | ---------- | ------- |
|        | 1      | 766        | 1423       | 781        | 1238       | 1047       | 1330       | 1261       | 1375       | 1041       | 1176       | 976        | 1481       | 1158    |

| الحلقات | تاريخ البث     | تقييمات (نيلسن كوريا) | تقييمات (نيلسن كوريا) |
| الحلقات | تاريخ البث     | على الصعيد الوطني     | سيئول                 |
| ------- | -------------- | --------------------- | --------------------- |
| 1       | 23 نوفمبر 2024 | 3.488%                | 4.006%                |
| 2       | 24 نوفمبر 2024 | 6.453%                | 7.117%                |
| 3       | 30 نوفمبر 2024 | 3.332%                | 3.602%                |
| 4       | 1 ديسمبر 2024  | 5.438%                | 5.177%                |
| 5       | 7 ديسمبر 2024  | 5.048%                | 5.600%                |
| 6       | 8 ديسمبر 2024  | 5.543%                | 5.845%                |
| 7       | 14 ديسمبر 2024 | 5.130%                | 5.099%                |
| 8       | 15 ديسمبر 2024 | 5.655%                | 5.940%                |
| 9       | 21 ديسمبر 2024 | 4.279%                | 3.925%                |
| 10      | 22 ديسمبر 2024 | 4.672%                | 4.566%                |
| 11      | 28 ديسمبر 2024 | 3.948%                | 3.801%                |
| 12      | 29 ديسمبر 2024 | 6.472%                | 6.326%                |
| متوسط   | متوسط          | 4.955%                | 5.084%                |

## الإنتاج
المسلسل من تخطيط استوديو دراغون وانتاج من قبل استوديوهات بليتزواي، وأخرجه بارك جون-هوا الذي عمل على ما خطب السكرتيرة كيم؟ (2018)، خيمياء الارواح (2022)، وكتابة ليم هاي-جين التي كتبت حكاية نكودو وشاركت في كتابة حب تحت ضوء القمر.
في 26 أبريل 2024، أُفيد أن القراءة الأولى للسيناريو قد انتهت بالفعل.

### تصوير
بدأ التصوير في مايو 2024.

## روابط خارجية
- الموقع الرسمي
 (بالكورية)
- حب عدوك على موقع IMDb (الإنجليزية)
- حب عدوك على موقع قاعدة بيانات الفيلم (الإنجليزية)
- أحب عدوك على هانسينما